# Esfera de rellotge

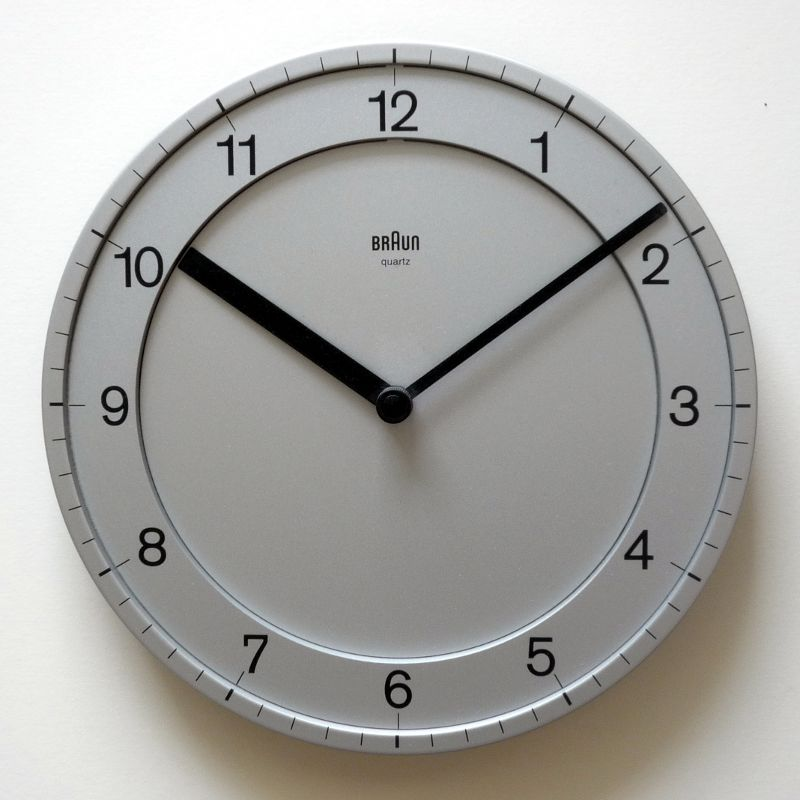
Un rellotge de paret que indica les 10:09

Una esfera de rellotge és la part d'un rellotge analògic que mostra l'hora mitjançant l'ús d'una esfera plana amb marques de referència i punters giratoris que giren sobre eixos concèntrics al centre, anomenats busques. En la seva forma més bàsica i reconeguda a nivell mundial, la perifèria del dial està numerada de l'1 al 12, indicant les hores en un cicle de 12 hores, i una busca d'hores, més curta, fa dues revolucions en un dia. Una busca de minuts, més llarga, fa una revolució cada hora. L'esfera també pot incloure una segona mà, que fa una revolució per minut. El terme no s'utilitza per a la visualització de l'hora en rellotges digitals.
Avui dia és tan familiar que els números sovint s'ometen i se substitueixen per graduacions (marques) sense etiquetar, especialment en el cas dels rellotges de polsera. De tant en tant, es prescindeix de marques de qualsevol mena i l'hora es llegeix pels angles de les busques.
La majoria de dials indiquen dotze hores, però n'hi ha de sis hores, de vint-i-quatre hores i antigament de 17 hores

## Busques del rellotge

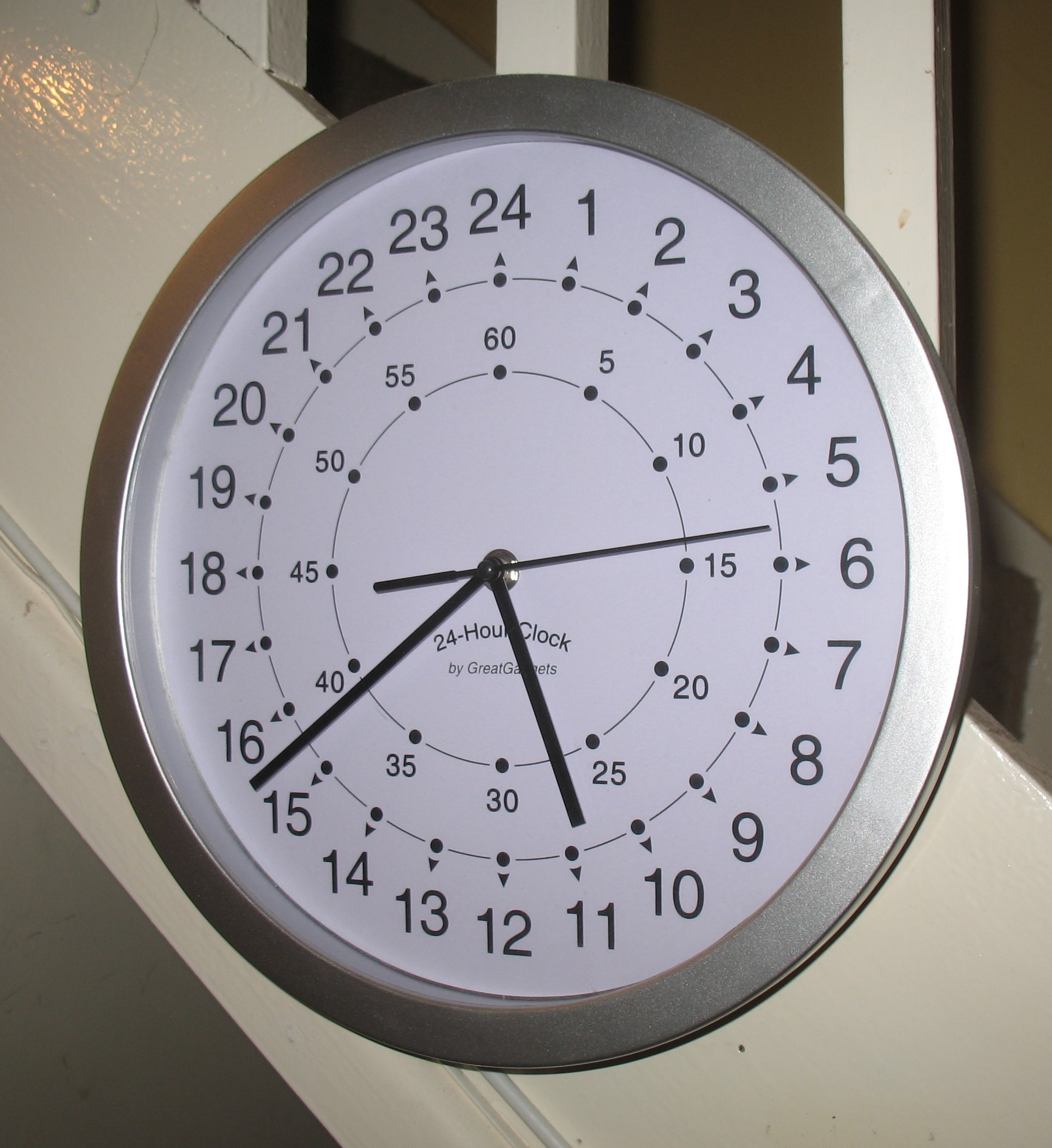
Un rellotge de quars modern amb una esfera de 24 hores

La majoria dels rellotges moderns tenen els números de l'1 al 12 impresos a intervals igualment espaiats al voltant de la perifèria de l'esfera amb el 12 a la part superior, que indica l'hora, i en molts models, seixanta punts o línies uniformement espaiats en un anell al voltant de l'exterior de l'esfera. marca, que indica minuts i segons. L'hora es llegeix observant la col·locació de diverses "busques", que surten del centre de l'esfera:
- Una busca de les "hores" curta i gruixuda;
- Una busca dels "minuts" llarga i més fina;
- En alguns models, una busca de "segons" molt prima.

Les tres busques giren contínuament al voltant del dial en sentit dextrògir que també es coneix com sentit horari, en la direcció dels números creixents.
- La busca dels segons, es mou amb relativa rapidesa, trigant un minut complet (seixanta segons) a fer una rotació completa de 12 a 12. Per cada rotació de la busca dels segons, la busca dels minuts es mourà d'una marca de minut a la següent.
- La busca dels minuts gira més lentament al voltant del dial. Triga una hora (seixanta minuts) a fer una rotació completa de 12 a 12. Per a cada gir de la busca dels minuts, la busca de les hores es mourà d'una marca d'hora a la següent.
- La busca de les hores és la que es mou més lentament de totes, trigant dotze hores (mig dia) a fer una rotació completa. Comença a partir a les "12" a mitjanit, fa una rotació fins que torna a apuntar a les "12" al migdia, i successivament fa una altra rotació fins que torna a apuntar a les "12" a la mitjanit següent.

## Esfera rotativa

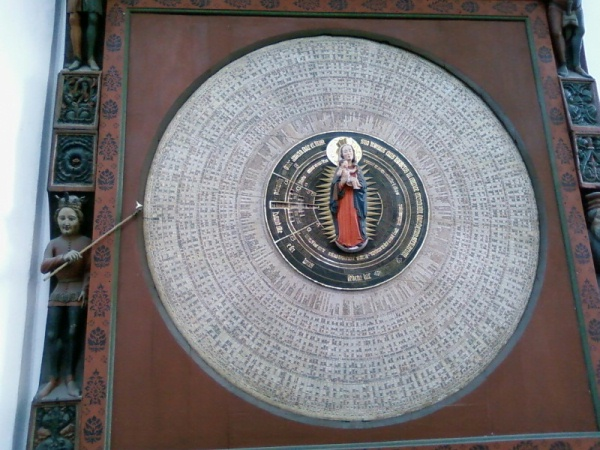
Esfera rotativa d'un rellotge del, església de Santa Maria, Gdańsk, Polònia

Els primers rellotges mecànics, construïts a l'Europa del segle XIII, eren rellotges de carilló : el seu objectiu era fer sonar les campanes a les hores canòniques, cridar la comunitat local a l'oració. Aquests eren rellotges de torre instal·lats en campanars en llocs públics, per garantir que les campanes fossin audibles en una àrea àmplia. Poc després que aquests primers rellotges mecànics es posessin al seu lloc, els rellotgers es van adonar que les seves rodes es podien utilitzar per accionar un indicador en un dial a l'exterior de la torre, on es podia veure àmpliament, de manera que la població local pogués veure l'hora.
Abans de finals del segle XIV, una busca fixa (sovint un tros de fusta tallat en forma de busca) indicava l'hora assenyalant números en una esfera rotativa. Passada aquesta època, es va adoptar la convenció actual d'una busca giratòria en una esfera fixa, tot i que en el rellotge del Kremlin es va mantenir fins al segle XVII. Les busques dels minuts (anomenades així perquè indicaven les divisions petites, o menudes, de l'hora) només van començar a utilitzar-se habitualment cap al 1690, després que la invenció del pèndol i l'escapament d'àncora augmentessin la precisió del temps de forma suficient per justificar-ho. En alguns rellotges de precisió, es va afegir una tercera busca, que girava una vegada per minut, en una sub-esfera separada. Això s'anomenava busca de "segons minuts" (perquè mesurava les segones divisions menudes de l'hora), que es va escurçar com busca de "segons". La convenció de les busques que es mouen en el sentit horari va evolucionar a imitació del rellotge de sol, ja que, a l'hemisferi nord, on es va originar l'esfera del rellotge, l'ombra del gnom en un rellotge de sol horitzontal es mou en el sentit de les busques del rellotge durant el dia.

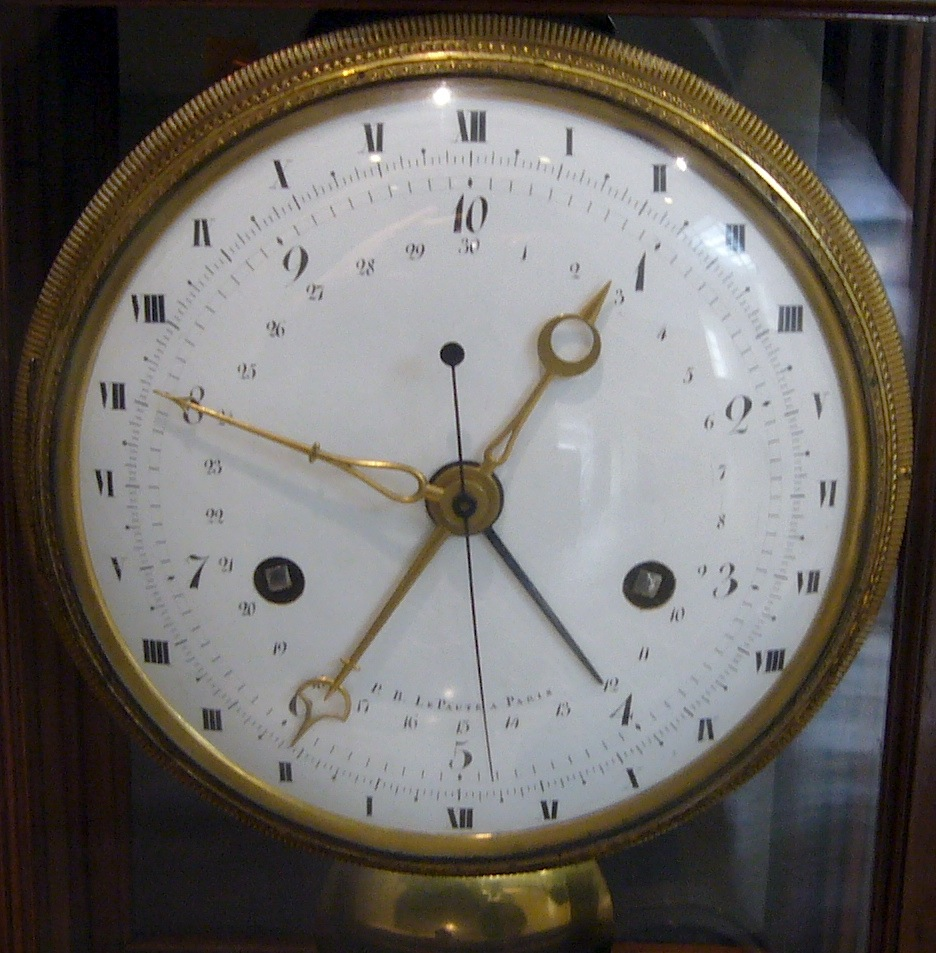
Rellotge decimal francès

## Hora decimal
Durant la Revolució Francesa de 1793, en relació amb el seu calendari republicà, França va intentar introduir un sistema de temps decimal. Aquest tenia 10 hores decimals al dia, 100 minuts decimals per hora i 100 segons decimals per minut. Per tant, l'hora decimal era més del doble (144 min) que l'hora actual, el minut decimal era lleugerament més llarg que el minut actual (86 segons) i el segon decimal era lleugerament més curt (0,86 segons) que el segon actual. Els rellotges es fabricaven amb aquesta esfera alternativa, generalment combinada amb les marques horàries tradicionals. No obstant això, no es va entendre, i França va suspendre l'ús obligatori del temps decimal el 7 d'abril de 1795, tot i que algunes ciutats franceses van utilitzar el temps decimal fins al 1801.

## Desenvolupament estilístic

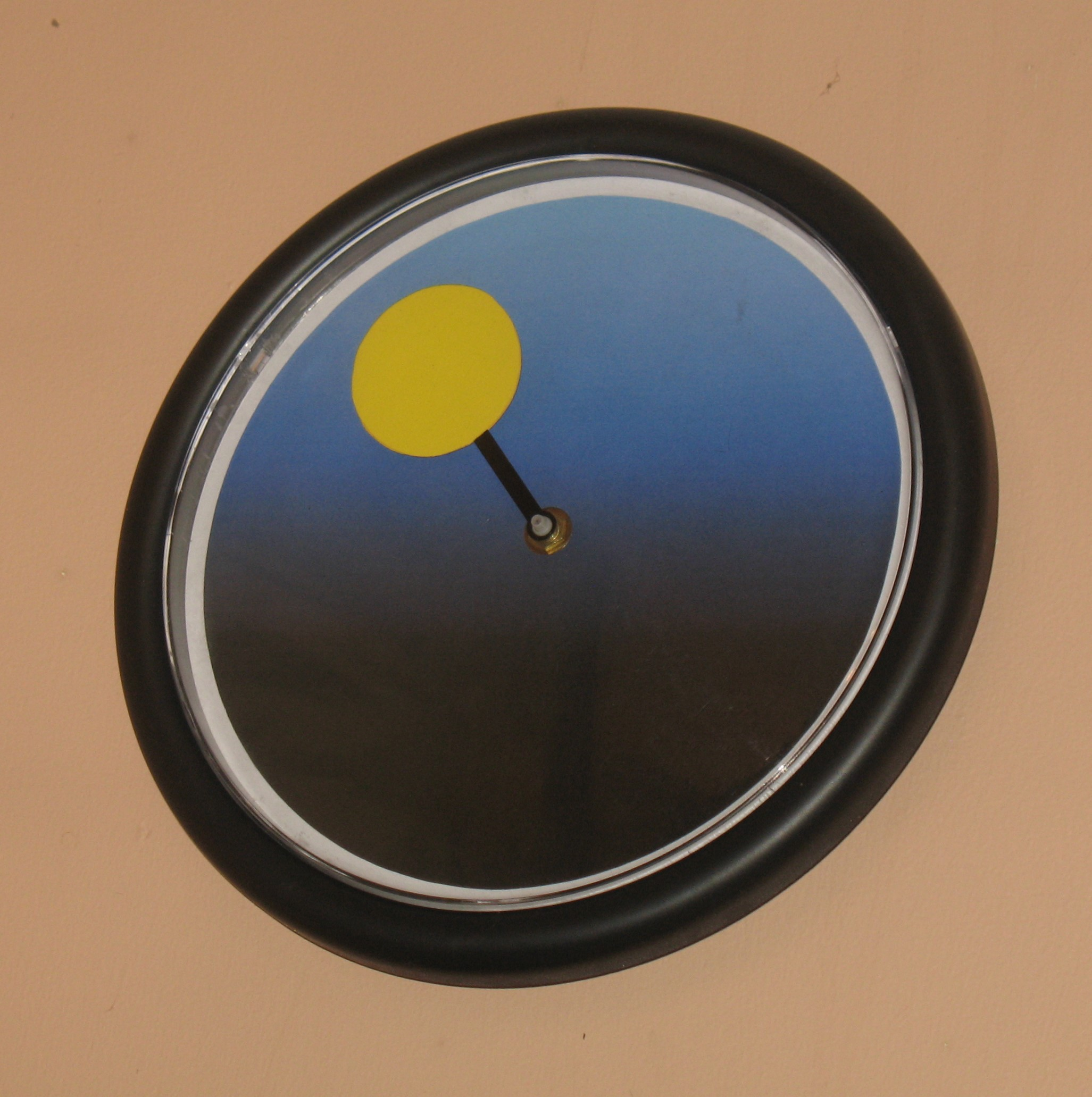
Un simple rellotge de 24 hores que mostra la posició aproximada del sol

Fins a l'últim quart del segle XVII, les marques horàries es gravaven a les cares metàl·liques i els rebaixats s'omplien de cera negra. Posteriorment, es va aconseguir un major contrast i una millor llegibilitat amb plaques d'esmalt blanc pintades amb números negres. Inicialment, els números es van imprimir en plaques petites i individuals muntades sobre una subestructura de llautó. Aquesta no va ser una decisió estilística, més aviat la tecnologia de producció d'esferes d'esmalt no havia aconseguit la capacitat de crear grans peces d'esmalt. La "esfera de 13 peces" va ser un primer intent de crear una esfera d'esmalt completament blanca. Com el seu nom indica, estava compost per 13 plaques d'esmalt: 12 falques numerades encaixades al voltant d'un cercle. Les primeres cares d'esmalt d'una sola peça, no molt diferents de les que es produeixen actualment, van començar a aparèixer c. 1735 .
És habitual que els anuncis moderns mostrin rellotges i rellotges configurats a aproximadament 10:10 o 1:50, ja que aquesta disposició en forma de V fa aproximadament un somriure, imita una figura humana amb els braços aixecats i deixa el logotip de la companyia de rellotges. sense ser tapat per les busques.
A la dècada de 1970, el dissenyador alemany Tian Harlan va inventar el Chromachron, un rellotge de polsera amb una esfera de rellotge que no té esfera, sinó un disc amb un dibuix en forma de pastís que gira per minut sobre els patrons de color que representen les hores i els minuts.

## Obsolescència
A la dècada de 2010, algunes escoles del Regne Unit van començar a substituir els rellotges analògics a les sales d'exàmens per rellotges digitals perquè un nombre creixent d'alumnes no podien llegir els rellotges analògics. Els rellotges dels telèfons intel·ligents i dels ordinadors solen ser digitals més que analògics, i els defensors de la substitució de les esferes dels rellotges analògics argumenten que s'han convertit en obsolets tecnològicament. Tanmateix, la lectura de rellotges analògics encara forma part dels currículums de l'escola primària nord-americana; els defensors dels rellotges analògics argumenten que la seva inclusió en el currículum reforça els conceptes matemàtics bàsics que s'ensenyen a l'escola primària.